# Sendangrejo (Bogorejo)
Sendangrejo is een bestuurslaag in het regentschap Blora van de provincie Midden-Java, Indonesië. Sendangrejo telt 2160 inwoners (volkstelling 2010).